# Село Саина Шапагатова
Саина Шапагатова (каз. Сайын Шапағатов, до 2004 г. — Тельман) — село в Тупкараганском районе Мангистауской области Казахстана. Административный центр и единственный населённый пункт сельского округа Саина Шапагатова (до 2010 года село входило в состав Акшукурского сельского округа). Находится вблизи побережья Каспийского моря, примерно в 95 км к юго-востоку от города Форт-Шевченко, административного центра района. Код КАТО — 475238100.
Названо в честь общественного деятеля Саина Шапагатова.

## Население
В 1999 году численность населения села составляла 1045 человек.По данным переписи 2009 года в селе проживало 1366 человек (718 мужчин и 648 женщин)